# إرفنجيات
إرفنجيات (الاسم العلمي: Irvingiaceae)، فصيلة نباتات مُزهرة من الملبيغيات، وتتألف من 13 نوعًا ضمن 3 أجناس.